# Государственный вице-президент ЮАР
Государственный вице-президент ЮАР (африк. Adjunk-staatspresident van Suid-Afrika) — вторая высшая государственная должность в ЮАР с 1981 по 1984 год.

## История
После конституционной реформы и упразднения в 1981 году Сената, был создан Совет Президента под председательством вице-государственного президента страны, для консультирования по вопросам подготовки проекта новой конституции. Эта должность была упразднена в 1984 году, после вступления в силу Конституции 1983 года, согласно которой церемониальный пост государственного президента был совмещён с премьер-министром, в результате чего получилась должность государственного президента с полными исполнительными полномочиями. 
В 1994 году после уничтожения режима апартеида была создана должность вице-президента ЮАР.

## Государственные вице-президенты ЮАР (1981—1984)
| № | Имя                      | Портрет | Начало        | Конец            | Государственный президент | Партия              |
| - | ------------------------ | ------- | ------------- | ---------------- | ------------------------- | ------------------- |
| 1 | Алвин Шлебуш (1917–2007) |         | 1 января 1981 | 14 сентября 1984 | Маре Фильюн               | Национальная партия |